# Hippopsis pertusa
Hippopsis pertusa es una especie de escarabajo longicornio del género Hippopsis, tribu Agapanthiini, subfamilia Lamiinae. Fue descrita científicamente por Galileo y Martins en 1988.

## Descripción
Mide 9,5-13,3 milímetros de longitud.

## Distribución
Se distribuye por Argentina, Brasil y Paraguay.